# Норт Рок Спрингс (Вајоминг)
Норт Рок Спрингс (енгл. North Rock Springs) насељено је место без административног статуса у америчкој савезној држави Вајоминг.

## Демографија
По попису из 2010. године број становника је 2.207, што је 233 (11,8%) становника више него 2000. године.
| Група             | 2000.         | 2010.         |
| Белци             | 1.770 (89,7%) | 1.922 (87,1%) |
| Афроамериканци    | 10 (0,5%)     | 10 (0,5%)     |
| Азијати           | 2 (0,1%)      | 2 (0,1%)      |
| Хиспаноамериканци | 142 (7,2%)    | 232 (10,5%)   |
| Укупно            | 1.974         | 2.207         |